# Encore (album d'Eminem)
Pour les articles homonymes, voir Encore.
Albums de Eminem
International Singles
(2003) Curtain Call: The Hits
(2005)
Singles
1. Just Lose It
Sortie : 8 août 2004
2. Mosh
Sortie : 16 septembre 2004
3. Encore
Sortie : 14 octobre 2004
4. Like Toy Soldiers
Sortie : 6 novembre 2004
5. Mockingbird
Sortie : 25 avril 2005
6. Ass Like That
Sortie : 7 juin 2005

Encore est le cinquième album studio du rappeur américain Eminem sorti en 2004. Il s'agit du quatrième sur le label Aftermath Entertainment de Dr. Dre et le second sur Shady Records. Aux États-Unis, 710 000 copies de l'albums ont été écoulés durant les 3 premiers jours, et 1 582 000 en 10 jours. Il a reçu des critiques favorables et a été nommé trois fois lors de la 48e cérémonie des Grammy Awards, mais n'en a gagné aucun. Certifié quintuple disque de platine aux États-Unis, il s’est vendu à 11 millions d’exemplaires dans le monde.

## Contenu
Eminem évoque ici plusieurs sujets : sa relation avec son ex-épouse, Kim, (Puke), (Spend Some Time), et (Crazy in love), sa fille Hailie Jade Mathers (Mockingbird). L’album comporte une chanson anti-Bush (Mosh). Il parle également de son enfance (Yellow Brick Road) et sa relation avec sa mère et son père (Evil Deeds). Just Lose It est une parodie de Beat It de Michael Jackson.

## Versionclean
Simultanément avec la version originale, une version dite clean est sorti, les paroles obscènes sur le sexe et la drogue ont été censurées. Dans la version clean la chanson Ass Like That s’appelle A** Like That.

## Accueil
Malgré le grand succès commercial de l’album, il a eu quelques critiques négatives sur la qualité de ses textes en comparaison avec ses albums précédents. L’album a aussi créé une polémique au sujet de la chanson anti-Bush et de la parodie de Michael Jackson, qui était en colère contre la chanson[réf. nécessaire].
En novembre 2013, le magazine américain Complex établit la liste des meilleurs albums, maxis et compilations d'Eminem et classe cet album à la 8e place sur 16.
Par ailleurs, l'album a été nommé pour trois Grammy Awards, mais il n’a gagné aucun :
- Meilleur album de rap, finalement remporté par Kanye West pour Late Registration.
- Meilleure performance rap par un duo ou un groupe pour Encore/Curtains Down avec Dr. Dre et 50 Cent
- Meilleure performance rap en solo pour Mockingbird

## Liste des titres
| No  | Titre                                                          | Producteur(s)        | Durée |
| --- | -------------------------------------------------------------- | -------------------- | ----- |
| 1.  | Curtains Up (skit)                                             |                      | 0:47  |
| 2.  | Evil Deeds                                                     | Dr. Dre              | 4:20  |
| 3.  | Never Enough (featuring 50 Cent et Nate Dogg)                  | Dr. Dre, M. Elizondo | 2:39  |
| 4.  | Yellow Brick Road                                              | Eminem, L. Resto     | 5:46  |
| 5.  | Like Toy Soldiers                                              | Eminem, L. Resto     | 4:57  |
| 6.  | Mosh                                                           | Dr. Dre, M. Batson   | 5:18  |
| 7.  | Puke                                                           | Eminem, L. Resto     | 4:08  |
| 8.  | My 1st Single                                                  | Eminem, L. Resto     | 5:03  |
| 9.  | Paul (skit - interprété par Paul Rosenberg)                    |                      | 0:32  |
| 10. | Rain Man                                                       | Dr. Dre              | 5:14  |
| 11. | Big Weenie                                                     | Dr. Dre              | 4:27  |
| 12. | Em Calls Paul (skit - interprété par Eminem et Paul Rosenberg) |                      | 1:12  |
| 13. | Just Lose It                                                   | Dr. Dre, M. Elizondo | 4:09  |
| 14. | Ass Like That                                                  | Dr. Dre, M. Elizondo | 4:26  |
| 15. | Spend Some Time (featuring Obie Trice, Stat Quo et 50 Cent)    | Eminem, L. Resto     | 5:11  |
| 16. | Mockingbird                                                    | Eminem, L. Resto     | 4:11  |
| 17. | Crazy in Love                                                  | Eminem, L. Resto     | 4:02  |
| 18. | One Shot 2 Shot (featuring D12)                                | Eminem, L. Resto     | 4:27  |
| 19. | Final Thought (skit)                                           |                      | 0:30  |
| 20. | Encore/Curtains Down (skit) (featuring Dr. Dre et 50 Cent)     | Dr. Dre, M. Batson   | 5:48  |

| 1. | We as Americans                               | Eminem, L. Resto | 4:36 |
| 2. | Love You More                                 | Eminem, L. Resto | 4:44 |
| 3. | Ricky Ticky Toc (Benzino et Anna Nicole Diss) | Eminem, L. Resto | 2:49 |

## Samples
- Like Toy Soldiers reprend le refrain du titre Toy Soldiers de Martika (1988)[13].
- Crazy in Love sample la chanson Crazy On You du groupe Heart (1976).
- Mosh sample la chanson Just Don't Want to Be Lonely du groupe The Main Ingredient (1974).

## Clips
1. Just Lose It
2. Mosh
3. Like Toys Soldiers
4. Mockingbird
5. Ass Like That

## Classements

### Album
| Classement / pays (2004–2005) | Meilleure position |
| ----------------------------- | ------------------ |
| Allemagne                     | 1                  |
| Australie ARIA Charts         | 1                  |
| Autriche IFPI                 | 2                  |
| Belgique Ultratop (Flandre)   | 2                  |
| Belgique Ultratop (Wallonie)  | 8                  |
| Canadian Albums Chart         | 1                  |
| Danemark                      | 2                  |
| Espagne                       | 30                 |
| Billboard 200                 | 1                  |
| Finlande IFPI                 | 4                  |
| France SNEP                   | 1                  |
| Hongrie Mahasz                | 24                 |
| Irlande                       | 1                  |
| Italie                        | 6                  |
| Norvège IFPI                  | 2                  |
| Nouvelle-Zélande RIANZ        | 1                  |
| Pays-Bas (Mega Album Top 100) | 2                  |
| Pologne                       | 9                  |
| UK Albums Chart               | 1                  |
| Suède IPFI                    | 2                  |
| Suisse                        | 1                  |
| République tchèque IFPI       | 1                  |

### Singles
| Année                                                            | Titre             | Classements / positions | Classements / positions | Classements / positions | Classements / positions | Classements / positions | Classements / positions |
| Année                                                            | Titre             | Billboard Hot 100       | Hot Rap Singles         | Rhythmic Top 40         | Top 40 Mainstream       | Top 40                  | Top 40                  |
| 2004                                                             | Just Lose It      | 6                       | 7                       | 3                       | 5                       | 4                       | 1                       |
| 2004                                                             | Encore            | 25                      | 20                      | 15                      | 19                      | 13                      | —                       |
| 2004 / 2005                                                      | Like Toy Soldiers | 34                      | —                       | 33                      | 24                      | 35                      | 1                       |
| 2004 / 2005                                                      | Mockingbird       | 11                      | 10                      | 6                       | 6                       | 10                      | 4                       |
| 2004 / 2005                                                      | Ass Like That     | 60                      | —                       | 29                      | —                       | —                       | 4                       |
| "—" signifie que le titre n'a pas été classé dans ce classement. |                   |                         |                         |                         |                         |                         |                         |

## Certifications
| Pays             | Certification |
| ---------------- | ------------- |
| Allemagne        | Platine       |
| Argentine        | Or            |
| Australie        | 6 × Platine   |
| Autriche         | Platine       |
| Danemark         | Platine       |
| États-Unis       | 5 × Platine   |
| Europe           | 2 × Platine   |
| Finlande         | Or            |
| France           | 2 × Or        |
| Irlande          | 5 × Platine   |
| Mexique          | Or            |
| Norvège          | Platine       |
| Nouvelle-Zélande | 4 × Platine   |
| Royaume-Uni      | 3 × Platine   |
| Russie           | Platine       |
| Suisse           | Platine       |